# Еџмур (Делавер)
Еџмур (енгл. Edgemoor) насељено је место без административног статуса у америчкој савезној држави Делавер.

## Демографија
По попису из 2010. године број становника је 5.677, што је 315 (-5,3%) становника мање него 2000. године.
| Група             | 2000.         | 2010.         |
| Белци             | 3.651 (60,9%) | 3.273 (57,7%) |
| Афроамериканци    | 2.012 (33,6%) | 1.974 (34,8%) |
| Азијати           | 69 (1,2%)     | 63 (1,1%)     |
| Хиспаноамериканци | 163 (2,7%)    | 266 (4,7%)    |
| Укупно            | 5.992         | 5.677         |